# Reticulaphis septica
Reticulaphis septica är en insektsart som beskrevs av Yeh och Hsu 2008. Reticulaphis septica ingår i släktet Reticulaphis och familjen långrörsbladlöss. Inga underarter finns listade i Catalogue of Life.